# 斎東満
斎東 満（さいとう みつる、1928年5月5日 - 2010年10月24日）は浪曲師。本名は、東野一 巳（ひがしの かずみ）。浪曲親友協会元理事長。

## 略歴
和歌山県海南市出身。1933年12月初代日吉川秋斎に弟子入り。1934年3月大阪千日前愛進館で初舞台。少年浪曲師として全国を巡業した。
海南中学卒業し日本大学に進学したが、戦中のどさくさの為中退。戦後本格的に浪曲師として再修行した。
その後、NHK浪曲台本研究会や、民放の「浪花節天狗道場」の指南役をやり、1953年に新日本放送の浪曲コンクール第1期で第2位になり、翌年1954年の決選投票で第4位に入賞した。（その時の第1位は酒井雲坊（のちの村田英雄）である。1962年に毎日放送の「浪曲一人相撲」で約2年間司会担当をし、関西テレビ「天狗浪曲アワー」で準レギュラーとして、千日劇場を中心に舞台に出演していたが劇場閉鎖後は営業中心に活躍し、毎日放送の「ヤングおー!おー!」や関西テレビ等に出演した。
「維新の曲」は当たり芸で天狗浪曲アワーで10週連続放送をした。芸名は初代天光軒満月が親友初代日吉川秋斎の「斎」に本名の東野一巳の「東」自分の初代天光軒満月の「満」を取り名付けた。
1966年 ニッポンレコードより「あゝ想夫憐 東海林和樹／晋どんここらでよかばってん 斉東満」「浪曲一代／男涙の子守唄」EPレコードを発売。1973年 テイチクレコードより「浪花の恋の物語」発売。1975年 テイチクレコードより「秘薬江戸土産／右衛門七紅梅」を発売。
1994年4月9日・10日 京都四条南座において、南座浪曲大会の出演が最後の出演となる。
歌謡浪曲を競い合った時代の一人であり、村田英雄とは大親友でもあった。
漫才師 正司敏江・玲児の仲人でも有名。
2010年10月24日、急性肺炎のため大阪府島本町の水無瀬病院で死去。82歳没。
同年10月26日、大阪府三島郡島本町の千里万博葬儀会館水無瀬家族葬ホールにて浪曲葬による告別式が執り行われた。